# Solti Károly
Solti Károly (születési neve: Saiber Károly) (Kiskunfélegyháza, 1910. április 27. – Budapest, 1990. április 27.) magyar énekművész, nótaénekes.

## Életpályája
Szülei Saiber Károly és Rezsnyák Franciska voltak. Asztalosnak tanult; édesapja foglalkozását követve. Kiskunfélegyháza ügyvédje, dr. Selyem Gábor figyelt fel hangjára. Énekelni, zongorázni, dobolni tanult az iskola zenekarában. Énekelni a Nemzeti Zenedében tanult Noseda Károlynál. 1934-ben Bodán Margit és Cselényi József fellépésével, nótahangversenyt rendeztek, ahol szerepet kapott. 1937-ben – édesanyja halálát követően – Salgótarjánba költözött, ahol asztalos volt. Tagja lett egy színjátszó csoportnak. 1940-ben a Magyar Zeneszó nótaénekes-kutató versenyen első helyezést ért el. 1941-ben a salgótarjáni NB I-es futballcsapat edzője, Berki Károly bemutatta Tihaméri Károlynak, a Szeifert Kávéház tulajdonosának. Budapestre került. A kávéházban Lacskovics János orgonaművész, figyelt fel rá, s 1941. március 24-én volt első rádiófelvétele. 1943-ban változtatta nevét Saiber-ről Solti-ra. 1946–1953 a hatalom felkérése ellenére sem volt hajlandó mozgalmi dalokat énekelni. 1950. február 13-án a Kapus Béla által alapított és vezetett Ifjúsági Vegyeskar első nyilvános hangversenyének vendégművésze volt. 1961–1967 között a Kulacs étteremben énekelt. 1976-ban Ausztráliában lépett fel. 1985-ben az USA-ban és Kanadában turnézott.
Sírja a Farkasréti temetőben található (25-10-28/1).

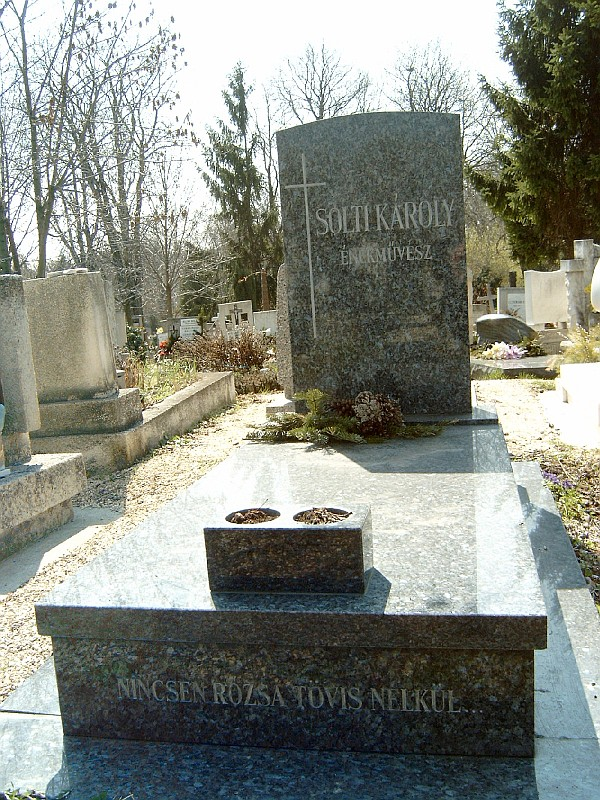
Solti Károly sírja Budapesten: Farkasréti temető: 25-10-28/1

## Nótái
- Délibábos álmok, elhagytatok régen (szerző: Lontay Rajner László)
- Ki tudja, hogy miért fáj a szív (szerző: Lontay Rajner László)
- Megriadt a cifra ménes (szerző: Agyagfalvi Hegyi István)
- Mint galamb a tiszta búzát (szerző: Agyagfalvi Hegyi István)
- Nincsen rózsa tövis nélkül (szerző: Agyagfalvi Hegyi István)
- Szeretni csak téged lehet (szerző: Egerszegi Géza)

## Díjai
- Jákó Vera-emlékdíj (1988)[3]
- Kiskunfélegyháza díszpolgára (2010)[5]